# Années 190 av. J.-C.
Les années 190 av. J.-C. couvrent les années de 199 av. J.-C. à 190 av. J.-C.

## Événements
- 202-195 av. J.-C. : cinquième guerre de Syrie entre Lagides et Séleucides[1]. En 200 av. J.-C., le roi Antiochos III de Syrie écrase les Égyptiens à la bataille de Panion, et annexe définitivement la Cœlé-Syrie et la Phénicie[2]. La contraction de l’empire lagide entraîne le ralentissement des relations commerciales et plonge l’Égypte de Ptolémée IV dans la crise monétaire.

- Vers 200 av. J.-C. : essor des royaumes grecs (royaume gréco-bactrien et royaumes indo-grecs) du Pendjab et de Bactriane[3] (Diodote Ier,  Démétrios Ier, Euthydème Ier, Ménandre Ier, Eucratide Ier, Hélioclès Ier, Agathocle, Pantaléon…).

- 197 av. J.-C. :
  - bataille de Cynoscéphales[4].
  - début de la première Guerre celtibère en Espagne ultérieure[5].
- 192-188 av. J.-C. : guerre antiochique en Grèce et Anatolie[6].
- 191 av. J.-C. : 
  - victoire décisive de Scipion Nasica sur les Boïens[7]. La Gaule cisalpine est intégrée au territoire de Rome.
  - bataille des Thermopyles[8].

## Personnages significatifs
- Antiochos III
- Massinissa